# Самсонівський став
Самсонівський став — колишнє наливне водосховище на річці Козинка, розташоване на місці колишнього села Самсонівка, на північ від села Лизине, Білокуракинського району Луганської області. Утворене у 1989 році. Водосховище знаходиться в межах заказника «Самсонівська заводь».

## Історія
Водосховище створювалося в радянські часи. Заповнено в 1989 році. Після розпаду Радянського Союзу і ліквідації колгоспів зрошення господарських угідь припинилося, а водосховище використовувалося для відпочинку місцевих жителів.
24 лютого 1995 року рішенням Луганської обласної Ради народних депутатів № 5/9 на площі в 310 га було утворено ландшафтний заказник місцевого значення. Водосховище увійшло до його складу. У 2012 році рішенням № 10/64 площу було збільшено на 198 га.
26 січня 2006 року рішенням Луганської обласної ради розташоване поруч село Самсонівка було ліквідовано і виключено з облікових даних.
Наразі, через відсутність орендатора знаходить в покинутому стані. Дамба майже зруйнована, шлюз протікає. Північна частина водосховища обміліла до катастрофічного стану, відбувається заболочення території.

## Опис
Основне призначення — забезпечення зрошувальної системи господарських угідь. Основне джерело живлення — річка Козинка. Довжина водосховища з півночі на південь — 1,5 км. Має продовгувату форму. У верхній частині ширина — 370 м, посередині — 330 метрів і в нижній частині — це є донний водовипуск, ширина 400 м. Водосховище обкладено з південної частини бетонними плитами — висотою 5 метрів зі схилами до води 30-40 градусів. Ширина дамби — 4-6 м.